# Stefanina Moro
Stefanina Moro (Genova, 14 novembre 1927 – Asti, 9 ottobre 1944) è stata una partigiana italiana. Staffetta, fu catturata dai nazifascisti e morì in seguito alle torture subite.

## Biografia
Originaria del quartiere Quezzi di Genova, durante la guerra di liberazione teneva i collegamenti fra diverse formazioni partigiane. A 16 anni fu arrestata e condotta alla Casa del Fascio di Cornigliano e poi alla Casa dello Studente di corso Gastaldi. Venne torturata – invano – affinché rivelasse i nomi dei compagni. Fu poi ricoverata nell'ospedale di Asti, dove morì il 9 ottobre 1944, a causa delle torture subite.

## Riconoscimenti
Il suo nome è ricordato nella lapide "Non caddero invano ma per la libertà. Il Comitato di Liberazione Nazionale Liguria agli eroici caduti del rione di Quezzi".
A lei il comune di Genova ha intitolato a Quezzi la "Via Stefanina Moro - Caduta per la libertà – 1927 – 9/10/1944".
Nell'aprile 2020, in occasione del 75º anniversario della Liberazione, la sottosegretaria alla salute del Governo Conte II Sandra Zampa ha ricordato Stefanina Moro assieme ad altre donne della Resistenza come Nilde Iotti e Irma Bandiera.